# Karolina Kołeczek
Karolina Kołeczek, née le 15 janvier 1993 à Sandomierz, est une athlète polonaise, spécialiste du 100 m haies.

## Palmarès
| Date | Compétition                       | Lieu      | Résultat | Épreuve     | Temps   |
| ---- | --------------------------------- | --------- | -------- | ----------- | ------- |
| 2015 | Championnats d'Europe espoirs     | Tallinn   | 2e       | 100 m haies | 12 s 92 |
| 2017 | DécaNation                        | Angers    | 2e       | 100 m haies | 13 s 13 |
| 2018 | Championnats d'Europe             | Berlin    | 6e       | 100 m haies | 13 s 11 |
| 2019 | Championnats d'Europe par équipes | Bydgoszcz | 3e       | 100 m haies | 12 s 88 |

### Championnats de Pologne
- Championne nationale en 2014, 2015 et 2016

## Records
| Épreuve     | Épreuve   | Temps   | Lieu    | Date            |
| ----------- | --------- | ------- | ------- | --------------- |
| 60 m haies  | En salle  | 8 s 03  | Toruń   | 16 février 2019 |
| 100 m haies | Plein air | 12 s 75 | Chorzów | 16 juin 2019    |